# Delta Volley Porto Viro 2024-2025
Questa voce raccoglie le informazioni riguardanti la Delta Volley Porto Viro nelle competizioni ufficiali della stagione 2024-2025.

## Stagione
Nella stagione 2024-25 la Delta Volley Porto Viro assume la denominazione sponsorizzata di Delta Group Porto Viro.
Partecipa per la quarta volta consecutiva al campionato di Serie A2 terminando la stagione al decimo posto in classifica.
Dopo il termine della regular season di campionato partecipa alla Coppa Italia di Serie A2 dove viene eliminata al primo turno dalla Virtus Aversa.

## Organigramma societario
Area direttiva
- Presidente: Luigi Veronese
- Direttore Generale: Gabriele Pavan
- Direttore Sportivo: Massimo Zambonin
- Team Manager: Glenda Cancian
- Dirigente Accompagnatore: Antonio Sturaro
- Segreteria: Glenda Cancian

Area tecnica
- Allenatore: Daniele Morato
- Allenatore in seconda: Massimo Zambonin
- Assistente allenatore: Daniele Battocchio
- Scout man: Davide Porporati

Area comunicazione
- Responsabile Comunicazione: Mario Caporello
- Social Media Manager: Glenda Cancian
- Fotografo: Stefano Spano

Area marketing
- Responsabile Marketing: Matteo Sperandio

Area sanitaria
- Medico Sociale: Monica Moro
- Preparatore Atletico: Matteo Carlesso
- Fisioterapista: Dario Ravagnan
- Massoterapista: Miriam Cappellari
- Osteopata: Enrico Boscolo
- Nutrizionista: Ilaria Munerato

## Rosa
| N° | Nome                     | Ruolo | Data di nascita  | Nazionalità sportiva |
| -- | ------------------------ | ----- | ---------------- | -------------------- |
| 1  | Riccardo Ballan          | C     | 18 ottobre 1997  | Italia               |
| 2  | Edwin Arguelles Sanchez  | S     | 17 giugno 2003   | Italia               |
| 5  | Lorenzo Magliano         | S     | 12 aprile 2005   | Italia               |
| 6  | Pedro Ferreira           | S     | 17 febbraio 1996 | Brasile              |
| 7  | Pietro Ghirardi          | P     | 4 gennaio 2005   | Italia               |
| 8  | Egon Lamprecht           | L     | 10 novembre 1980 | Italia               |
| 9  | Matteo Sperandio         | C     | 4 marzo 1992     | Italia               |
| 10 | Andrea Innocenzi         | C     | 6 ottobre 2000   | Italia               |
| 11 | Matteo Bellia            | S     | 11 dicembre 2000 | Italia               |
| 13 | Charalampos Andreopoulos | S     | 23 gennaio 2001  | Grecia               |
| 14 | Urpo Sivula              | S     | 15 marzo 1988    | Finlandia            |
| 16 | Davide Morgese           | L     | 16 giugno 1996   | Italia               |
| 17 | Mattia Eccher            | C     | 11 aprile 2003   | Italia               |
| 18 | Gabriele Chiloiro        | S     | 16 novembre 2004 | Italia               |
| 44 | Filippo Santambrogio     | P     | 13 maggio 1999   | Italia               |

## Mercato
| Acquisti                               | Acquisti                 | Acquisti             | Acquisti   |
| R.                                     | Nome                     | da                   | Modalità   |
| -------------------------------------- | ------------------------ | -------------------- | ---------- |
| S                                      | Charalampos Andreopoulos | Cuneo                | definitivo |
| S                                      | Edwin Arguelles Sanchez  | Alessano             | definitivo |
| C                                      | Riccardo Ballan          | Marcianise           | definitivo |
| S                                      | Matteo Bellia            | Silvolley            | definitivo |
| P                                      | Pietro Ghirardi          | Atlantide Brescia    | definitivo |
| C                                      | Andrea Innocenzi         | Powervolley Milano   | definitivo |
| S                                      | Lorenzo Magliano         | Libertas Brianza     | definitivo |
| P                                      | Filippo Santambrogio     | Saturnia Acicastello | definitivo |
| Trasferimenti nel corso della stagione |                          |                      |            |
| S                                      | Urpo Sivula              | Vammalan             | definitivo |

| Cessioni                               | Cessioni                 | Cessioni           | Cessioni   |
| R.                                     | Nome                     | a                  | Modalità   |
| -------------------------------------- | ------------------------ | ------------------ | ---------- |
| C                                      | Rocco Barone             | Tricolore          | definitivo |
| S                                      | Tommaso Barotto          | Powervolley Milano | definitivo |
| S                                      | Giacomo Bellei           | Monselice          | definitivo |
| S                                      | Sōkratīs Charalampidīs   | Kalamata           | definitivo |
| P                                      | Fernando Garnica         | Virtus Aversa      | definitivo |
| S                                      | Felice Sette             | Cuneo              | definitivo |
| S                                      | Nicola Tiozzo            | Libertas Brianza   | definitivo |
| C                                      | Matteo Zamagni           | Pineto             | definitivo |
| P                                      | Enrico Zorzi             | ?                  | ?          |
| Trasferimenti nel corso della stagione |                          |                    |            |
| S                                      | Charalampos Andreopoulos | -                  | svincolato |

## Risultati

### Serie A2

#### Andata
| 1ª Giornata - 6 ottobre 2024 Pala Francescucci, Casnate con Bernate | Libertas Brianza  | 1 - 3 | Porto Viro           | 20-25, 23-25, 25-21, 23-25        |
| 2ª Giornata - 13 ottobre 2024 Palazzetto dello Sport, Porto Viro    | Porto Viro        | 3 - 0 | Prata                | 34-32, 25-20, 25-19               |
| 3ª Giornata - 20 ottobre 2024 PalaCastagnaretta, Cuneo              | Cuneo             | 3 - 1 | Porto Viro           | 25-19, 23-25, 25-10, 25-17        |
| 4ª Giornata - 27 ottobre 2024 Palazzetto dello Sport, Porto Viro    | Porto Viro        | 3 - 0 | Pineto               | 25-18, 25-19, 25-23               |
| 5ª Giornata - 31 ottobre 2024 PalaDeAndré, Ravenna                  | Porto Robur Costa | 2 - 3 | Porto Viro           | 20-25, 29-27, 26-24, 22-25, 12-15 |
| 6ª Giornata - 3 novembre 2024 Palazzetto dello Sport, Porto Viro    | Porto Viro        | 0 - 3 | Virtus Aversa        | 21-25, 23-25, 21-25               |
| 7ª Giornata - 10 novembre 2024 PalaMensSana, Siena                  | Emma Villas       | 3 - 1 | Porto Viro           | 22-25, 25-17, 25-20, 25-22        |
| 8ª Giornata - 17 novembre 2024 Palazzetto dello Sport, Porto Viro   | Porto Viro        | 3 - 0 | Virtus Fano          | 25-23, 25-21, 25-19               |
| 9ª Giornata - 24 novembre 2024 Palazzetto dello Sport, Porto Viro   | Porto Viro        | 3 - 1 | Macerata             | 25-19, 21-25, 25-22, 25-22        |
| 10ª Giornata - 1º dicembre 2024 PalaSurace, Palmi                   | Franco Tigano     | 3 - 1 | Porto Viro           | 25-13, 25-19, 24-26, 25-20        |
| 11ª Giornata - 8 dicembre 2024 Palazzetto dello Sport, Porto Viro   | Porto Viro        | 2 - 3 | Tricolore            | 23-25, 25-18, 18-25, 25-23, 9-15  |
| 12ª Giornata - 15 dicembre 2024 PalaSanFilippo, Brescia             | Atlantide Brescia | 3 - 0 | Porto Viro           | 25-9, 25-17, 25-19                |
| 13ª Giornata - 21 dicembre 2024 Palazzetto dello Sport, Porto Viro  | Porto Viro        | 3 - 1 | Saturnia Acicastello | 16-25, 25-19, 25-20, 25-23        |

#### Ritorno
| 14ª Giornata - 26 dicembre 2024 Palazzetto dello Sport, Porto Viro | Porto Viro           | 2 - 3 | Libertas Brianza  | 25-21, 31-33, 25-21, 23-25, 11-15 |
| 15ª Giornata - 29 dicembre 2024 PalaPrata, Prata di Pordenone      | Prata                | 3 - 1 | Porto Viro        | 25-15, 25-20, 22-25, 25-18        |
| 16ª Giornata - 6 gennaio 2025 Palazzetto dello Sport, Porto Viro   | Porto Viro           | 1 - 3 | Cuneo             | 23-25, 20-25, 25-17, 22-25        |
| 17ª Giornata - 12 gennaio 2025 Pala Santa Maria, Pineto            | Pineto               | 3 - 1 | Porto Viro        | 23-25, 25-14, 27-25, 25-18        |
| 18ª Giornata - 19 gennaio 2025 Palazzetto dello Sport, Porto Viro  | Porto Viro           | 0 - 3 | Porto Robur Costa | 18-25, 22-25, 19-25               |
| 19ª Giornata - 25 gennaio 2025 PalaJacazzi, Aversa                 | Virtus Aversa        | 3 - 1 | Porto Viro        | 18-25, 29-27, 25-20, 25-22        |
| 20ª Giornata - 2 febbraio 2025 Palazzetto dello Sport, Porto Viro  | Porto Viro           | 2 - 3 | Emma Villas       | 25-19, 25-14, 25-27, 20-25, 12-15 |
| 21ª Giornata - 9 febbraio 2025 PalaAllende, Fano                   | Virtus Fano          | 3 - 1 | Porto Viro        | 22-25, 25-18, 25-22, 25-23        |
| 22ª Giornata - 15 febbraio 2025 PalaFontescodella, Macerata        | Macerata             | 3 - 2 | Porto Viro        | 22-25, 25-19, 22-25, 25-21, 15-12 |
| 23ª Giornata - 23 febbraio 2025 Palazzetto dello Sport, Porto Viro | Porto Viro           | 3 - 1 | Franco Tigano     | 25-21, 25-19, 24-26, 25-21        |
| 24ª Giornata - 2 marzo 2025 PalaBigi, Reggio nell'Emilia           | Tricolore            | 1 - 3 | Porto Viro        | 29-27, 16-25, 30-32, 23-25        |
| 25ª Giornata - 9 marzo 2025 Palazzetto dello Sport, Porto Viro     | Porto Viro           | 1 - 3 | Atlantide Brescia | 22-25, 30-28, 18-25, 16-25        |
| 26ª Giornata - 16 marzo 2025 PalaCatania, Catania                  | Saturnia Acicastello | 3 - 0 | Porto Viro        | 25-21, 25-18, 25-20               |

### Coppa Italia di Serie A2
| Ottavi di finale (gara 1) - 6 aprile 2025 PalaJacazzi, Aversa                 | Virtus Aversa | 3 - 1 | Porto Viro    | 24-26, 25-11, 25-18, 25-22 |
| Ottavi di finale (gara 2) - 13 aprile 2025 Palazzetto dello Sport, Porto Viro | Porto Viro    | 0 - 3 | Virtus Aversa | 11-25, 18-25, 17-25        |

## Statistiche

### Statistiche di squadra
| Competizione             | Punti | In casa | In casa | In casa | In trasferta | In trasferta | In trasferta | Totale | Totale | Totale |
| Competizione             | Punti | G       | V       | P       | G            | V            | P            | G      | V      | P      |
| ------------------------ | ----- | ------- | ------- | ------- | ------------ | ------------ | ------------ | ------ | ------ | ------ |
| Serie A2                 | 30    | 13      | 6       | 7       | 13           | 3            | 10           | 26     | 9      | 17     |
| Coppa Italia di Serie A2 |       | 1       | 0       | 1       | 1            | 0            | 1            | 2      | 0      | 2      |
| Totale                   | -     | 14      | 6       | 8       | 14           | 3            | 11           | 28     | 9      | 19     |

G = partite giocate; V = partite vinte; P = partite perse 

### Statistiche dei giocatori
| Giocatore            | Serie A2 | Serie A2 | Serie A2 | Serie A2 | Serie A2 | Coppa Italia di Serie A2 | Coppa Italia di Serie A2 | Coppa Italia di Serie A2 | Coppa Italia di Serie A2 | Coppa Italia di Serie A2 | Totale | Totale | Totale | Totale | Totale |
| Giocatore            | P        | PT       | AV       | MV       | BV       | P                        | PT                       | AV                       | MV                       | BV                       | P      | PT     | AV     | MV     | BV     |
| -------------------- | -------- | -------- | -------- | -------- | -------- | ------------------------ | ------------------------ | ------------------------ | ------------------------ | ------------------------ | ------ | ------ | ------ | ------ | ------ |
| C. Andreopoulos      | 26       | 384      | 320      | 30       | 34       | -                        | -                        | -                        | -                        | -                        | 26     | 384    | 320    | 30     | 34     |
| E. Arguelles Sanchez | 23       | 194      | 161      | 12       | 21       | 2                        | 2                        | 2                        | 0                        | 0                        | 25     | 196    | 163    | 12     | 21     |
| R. Ballan            | 4        | 7        | 4        | 0        | 3        | 2                        | 0                        | 0                        | 0                        | 0                        | 6      | 7      | 4      | 0      | 3      |
| M. Bellia            | 23       | 22       | 17       | 0        | 5        | 2                        | 1                        | 0                        | 1                        | 0                        | 25     | 23     | 17     | 1      | 5      |
| G. Chiloiro          | 23       | 18       | 16       | 0        | 2        | 2                        | 3                        | 2                        | 1                        | 0                        | 25     | 21     | 18     | 1      | 2      |
| M. Eccher            | 25       | 142      | 94       | 41       | 7        | 2                        | 7                        | 5                        | 2                        | 0                        | 27     | 149    | 99     | 43     | 7      |
| P. Ferreira          | 22       | 248      | 217      | 10       | 21       | 2                        | 16                       | 14                       | 2                        | 0                        | 24     | 264    | 231    | 12     | 21     |
| P. Ghirardi          | 9        | 2        | 0        | 2        | 0        | 2                        | 0                        | 0                        | 0                        | 0                        | 11     | 2      | 0      | 2      | 0      |
| A. Innocenzi         | 13       | 24       | 18       | 4        | 2        | 2                        | 1                        | 1                        | 0                        | 0                        | 15     | 25     | 19     | 4      | 2      |
| E. Lamprecht         | 4        | 0        | 0        | 0        | 0        | 2                        | 0                        | 0                        | 0                        | 0                        | 6      | 0      | 0      | 0      | 0      |
| L. Magliano          | 24       | 169      | 157      | 7        | 5        | 2                        | 13                       | 13                       | 0                        | 0                        | 26     | 182    | 170    | 7      | 5      |
| D. Morgese           | 25       | 0        | 0        | 0        | 0        | 0                        | 0                        | 0                        | 0                        | 0                        | 25     | 0      | 0      | 0      | 0      |
| F. Santambrogio      | 25       | 67       | 39       | 16       | 12       | 2                        | 3                        | 1                        | 1                        | 1                        | 27     | 70     | 40     | 17     | 13     |
| U. Sivula            | 6        | 118      | 100      | 7        | 11       | 2                        | 17                       | 14                       | 2                        | 1                        | 8      | 135    | 114    | 9      | 12     |
| M. Sperandio         | 24       | 149      | 75       | 63       | 11       | 2                        | 4                        | 1                        | 3                        | 0                        | 26     | 153    | 76     | 66     | 11     |

P = presenze; PT = punti totali; AV = attacchi vincenti; MV = muri vincenti; BV = battute vincenti